# Nationalekonomiska institutionen (Stockholms universitet)
Nationalekonomiska institutionen vid Stockholms universitet är en institution för forskning och utbildning i nationalekonomi. Den rankas som bland de mest framstående nationalekonomiska utbildnings- och forskningsinstitutionerna i världen enligt RePec.

## Utbildning
Nationalekonomiska institutionen är ansvarig för utbildningen i nationalekonomi vid Stockholms universitets samhällsvetenskapliga fakultet och erbjuder utbildning på grundnivå, avancerad nivå och forskarnivå. Lärarna är forskare vid institutionen eller knutna till instituten för internationell ekonomi respektive social forskning.

## Forskning
Institutionens forskare bedriver forskning inom bland annat arbetsmarknad, industriell organisation, offentlig ekonomi och ekonomisk integration. I undervisningen medverkar även forskare vid Institutet för internationell ekonomi (IIES) och Institutet för social forskning (SOFI).
Institutionen är värd för Scandinavian Journal of Economics redaktionella kontor. Tidskriften är en av de äldsta internationella tidskrifterna inom nationalekonomi.[källa behövs]

## Personer med koppling till institutionen
Till institutionens kända alumner hör: 
- Urban Bäckström, riksbankschef och politiker (M)
- Gunnar Myrdal, författare och politiker (S)
- Gösta Bagge, professor
- Jörgen Weibull, professor
- Lars Calmfors, professor
- Anders Borg, finansminister (M)